# Blue Necks
Blues Necks – polski duet gitarowy, działający w latach 1990–1994 we Wrocławiu.

## Historia
Duet powstał z inicjatywy dwóch wrocławskich gitarzystów, Aleksandra Mrożka i Jacka Krzaklewskiego, którzy współpracowali ze sobą w ramach tego projektu w latach 1990–1994. Muzycy nagrali w TVP3 Wrocław cykl programów edukacyjnych pt. Czary z gitary. W 1994 roku duet wystąpił podczas 29. edycji festiwalu Jazz nad Odrą.